# Alserio
Alserio (lombardul: Alseri) település Olaszországban, Lombardia régióban, Como megyében. Lakosainak száma 1371 fő (2023. január 1.). Alserio Albavilla, Anzano del Parco, Monguzzo és Orsenigo községekkel határos.

## Népesség
A település népességének változása:
| Lakosok száma | 1244 | 1257 | 1371 |
|               | 2017 | 2018 | 2023 |